# CSRAS
CSRAS(Cyber Security Risk Analysis/Assessment System)의 약자로써 한국원자력연구원(韓國原子力硏究院, Korea Atomic Energy Research Institute, KAERI)과 (주)이공감이 만든 원전 사이버보안 위험도 분석/평가 시스템으로 CSRAS는 self-assessment 방식의 평가도구로써 원전 I&C 계통 사이버보안 요건 도출 및 평가를 수행하기 계통설계분석, 보안요건 적합성평가, 보고서 생성 기능을 포함하고 있다.
CSRAS 시스템은 원전의 설계개선으로 각 기능의 계통이 디지털화됨에 따른 여러 기종에 포함되는 소프트웨어의 도입 및 기기간의 정보 전달에서 발생 가능한 사이버보안의 위험을 해결하기 위해서 위험도 분석·평가시스템의 개발이 요구되어 만들어졌다.